# Bisbat de Chilpancingo-Chilapa
El Bisbat de Chilpancingo-Chilapa —Diócesis de Chilpancingo-Chilapa, en castellà, Dioecesis Chilpancingensis-Chilapensis en llatí— és una seu de l'Església Catòlica a Mèxic, sufragània de l'arquebisbat d'Acapulco, i que pertany a la regió eclesiàstica Sur. Al 2011 tenia 889.000 batejats sobre una població de 973.000 habitants. Actualment està regida pel bisbe Salvador Rangel Mendoza, O.F.M.

## Territori
La diòcesi comprèn part de l'estat mexicà de Guerrero.
La seu episcopal és la ciutat de Chilpancingo de los Bravo, on hi ha la catedral de Santa Maria Assumpta. A Chilapa hi ha la cocatedral també dedicada a l'Assumpció de Maria.
El territori s'estén sobre 19.860 km², i està organitzat en 75 parròquies.

## Història
La diòcesi de Chilapa va ser erigida el 27 de febrer de 1816 mitjançant la butlla Universi Dominici gregis del Papa Pius VII, prenent el territori de l'arxidiòcesi di Michoacán (avui arquebisbat de Morelia), de l'arquebisbat de Mèxic i de la diòcesi de Tlaxcala (avui arquebisbat de Puebla de los Ángeles).
Tot i això, a causa de les adversitats polítiques, la butlla no es va poder posar en marxa i la diòcesi només existí sobre el paper. va ser novament erigida el 16 de març de 1863, prenent el territori de les mateixes circumscripcions eclesiàstiques.
El 18 de març de 1958 i el 27 d'octubre de 1964 cedí porcions del seu territori a benefici de l'erecció respectivament de les diòcesis d'Acapulco (avui arquebisbat) i del bisbat de Ciudad Altamirano.
El 16 de febrer de 1959 assumí el nom actual, i el 25 de novembre de 2006 passà a formar part de la província eclesiàstica d'Hermosillo.
El 20 d'octubre de 1989, mitjançant el decret Cum urbs de la Congregació per als Bisbes la seu episcopal va ser transferida de Chilapa a Chilpancingo i la diocesi assumí el nom actual.
El 4 de gener de 1992 cedí una nova porció del seu territori a benefici de l'erecció del bisbat de Tlapa.

## Episcopologi
- Ambrosia María Serrano y Rodríguez † (19 de març de 1863 - 8 de febrer de 1875 mort)
- Tomás Barón y Morales † (7 d'abril de 1876 - 25 de setembre de 1882 nomenat bisbe de León)
- Buenaventura del Purísimo Corazón de María Portillo y Tejeda, O.F.M. † (25 de setembre de 1882 - 27 de maig de 1888 nomenat bisbe de Zacatecas)
- José Ramón Ibarra y González † (30 de desembre de 1889 - 19 d'abril de 1902 nomenat bisbe de Tlaxcala)
- José Homobono Anaya y Gutiérrez † (24 d'agost de 1902 - 10 de desembre de 1906 mort)
- Francisco María Campos y Ángeles † (2 d'octubre de 1907 - 5 de gener de 1923 renuncià)
- José Guadalupe Órtiz y López † (8 de juny de 1923 - 22 de març de 1926 nomenat bisbe auxiliar de Monterrey)
- Leopoldo Díaz y Escudero † (5 de novembre de 1929 - 24 de novembre de 1955 mort)
- Alfonso Tóriz Cobián † (12 de gener de 1956 - 20 de març de 1958 nomenat bisbe de Querétaro)
- Fidel Cortés Pérez † (18 de desembre de 1958 - 14 d'agost de 1982 mort)
- José María Hernández González † (18 de febrer de 1983 - 18 de novembre de 1989 nomenat bisbe de Nezahualcóyotl)
- Efrén Ramos Salazar † (30 d'octubre de 1990 - 19 de febrer de 2005 mort)
- Alejo Zavala Castro (9 de novembre de 2005 - 20 de juny de 2015 renuncià)
- Salvador Rangel Mendoza, O.F.M., des del 20 de juny de 2015

## Demografia
A finals del 2011, la diòcesi tenia 889.000 batejats sobre una població de 973.000 persones, equivalent al 91,4% del total.
| any  | població  | població  | població | sacerdots | sacerdots       | sacerdots       | sacerdots             | diaques | religiosos | religiosos | parròquies |
| ---- | --------- | --------- | -------- | --------- | --------------- | --------------- | --------------------- | ------- | ---------- | ---------- | ---------- |
| any  | batejats  | total     | %        | total     | clergat secular | clergat regular | batejats per sacerdot | diaques | homes      | dones      |            |
| 1950 | 815.000   | 820.000   | 99,4     | 122       | 122             |                 | 6.680                 |         |            | 47         | 80         |
| 1966 | 550.000   | 562.000   | 97,9     | 105       | 97              | 8               | 5.238                 |         | 8          | 113        | 66         |
| 1970 | 713.522   | 752.522   | 94,8     | 118       | 118             |                 | 6.046                 |         |            |            | 59         |
| 1976 | 805.500   | 996.700   | 80,8     | 116       | 110             | 6               | 6.943                 |         | 6          | 153        | 73         |
| 1980 | 1.310.000 | 1.405.000 | 93,2     | 125       | 119             | 6               | 10.480                |         | 9          | 121        | 78         |
| 1990 | 1.503.000 | 1.550.000 | 97,0     | 130       | 122             | 8               | 11.561                |         | 8          | 148        | 83         |
| 1997 | 872.869   | 969.521   | 90,0     | 112       | 98              | 14              | 7.793                 |         | 14         | 28         | 87         |
| 2001 | 825.000   | 900.000   | 91,7     | 120       | 106             | 14              | 6.875                 |         | 14         | 28         | 91         |
| 2002 | 825.000   | 900.000   | 91,7     | 137       | 116             | 21              | 6.021                 | 1       | 21         | 12         | 82         |
| 2003 | 825.000   | 900.000   | 91,7     | 134       | 118             | 16              | 6.156                 |         | 16         | 170        | 86         |
| 2004 | 825.000   | 900.000   | 91,7     | 139       | 123             | 16              | 5.935                 |         | 16         | 170        | 89         |
| 2005 | 826.000   | 902.000   | 91,6     | 139       | 123             | 16              | 5.942                 |         | 16         | 170        | 73         |
| 2006 | 836.000   | 913.000   | 91,6     | 154       | 138             | 16              | 5.428                 |         | 16         | 170        | 73         |
| 2007 | 845.000   | 923.000   | 91,5     | 154       | 138             | 16              | 5.487                 |         | 16         | 170        | 73         |
| 2011 | 889.000   | 973.000   | 91,4     | 141       | 125             | 16              | 6.304                 | 1       | 16         | 188        | 75         |